# Orsonwelles
Genre
Orsonwelles est un genre d'araignées aranéomorphes de la famille des Linyphiidae.

## Distribution
Les espèces de ce genre sont endémiques d'Hawaï. On trouve six espèces sur Kauai, trois sur Oahu, deux sur Molokai, une sur Maui et une sur Hawaï.

## Description
Les espèces de ce genre sont les plus grandes Linyphiidae, atteignant jusqu'à 14 mm, devant le genre Laminacauda dont les Laminacauda gigas (en) peuvent atteindre 9,9 mm.

## Découverte
Le genre Orsonwelles est d'abord découvert par Eugène Simon dans Fauna hawaiiensis; being the land-fauna of the Hawaiian islands en 1900, qui décrit les espèces Orsonwelles graphicus et Orsonwelles torosus. Il les classe alors dans le genre Labulla sous le nom Labulla graphica et Labulla torosa.
Dans son ouvrage Orsonwelles, a new genus of giant linyphiid spiders (Araneae) from the Hawaiian Islands. (2002), Gustavo Hormiga met en évidence qu'il s'agit d'un autre genre et lui attribue son nom actuel.

## Liste des espèces
Selon World Spider Catalog (version 16.5, 10/11/2015) :
- Orsonwelles ambersonorum Hormiga, 2002
- Orsonwelles arcanus Hormiga, 2002
- Orsonwelles bellum Hormiga, 2002
- Orsonwelles calx Hormiga, 2002
- Orsonwelles falstaffius Hormiga, 2002
- Orsonwelles graphicus (Simon, 1900)
- Orsonwelles iudicium Hormiga, 2002
- Orsonwelles macbeth Hormiga, 2002
- Orsonwelles malus Hormiga, 2002
- Orsonwelles othello Hormiga, 2002
- Orsonwelles polites Hormiga, 2002
- Orsonwelles torosus (Simon, 1900)
- Orsonwelles ventus Hormiga, 2002

## Étymologie
Ce genre est nommé en l'honneur d'Orson Welles, et chacune des espèces tire son nom d'une de ses œuvres (par exemple, Orsonwelles polites dérive du film Citizen Kane (polites signifie « citoyen » en grec) ; Orsonwelles macbeth et Orsonwelles othello font référence aux films Macbeth et Othello), à l'exception des espèces Orsonwelles graphicus et Orsonwelles torosus qui ont gardé le nom donné par Eugène Simon.

## Publication originale
- Hormiga, 2002 : Orsonwelles, a new genus of giant linyphiid spiders (Araneae) from the Hawaiian Islands. Invertebrate Systematics, vol. 16, p. 369-448 (texte intégral).